# جوكاستا

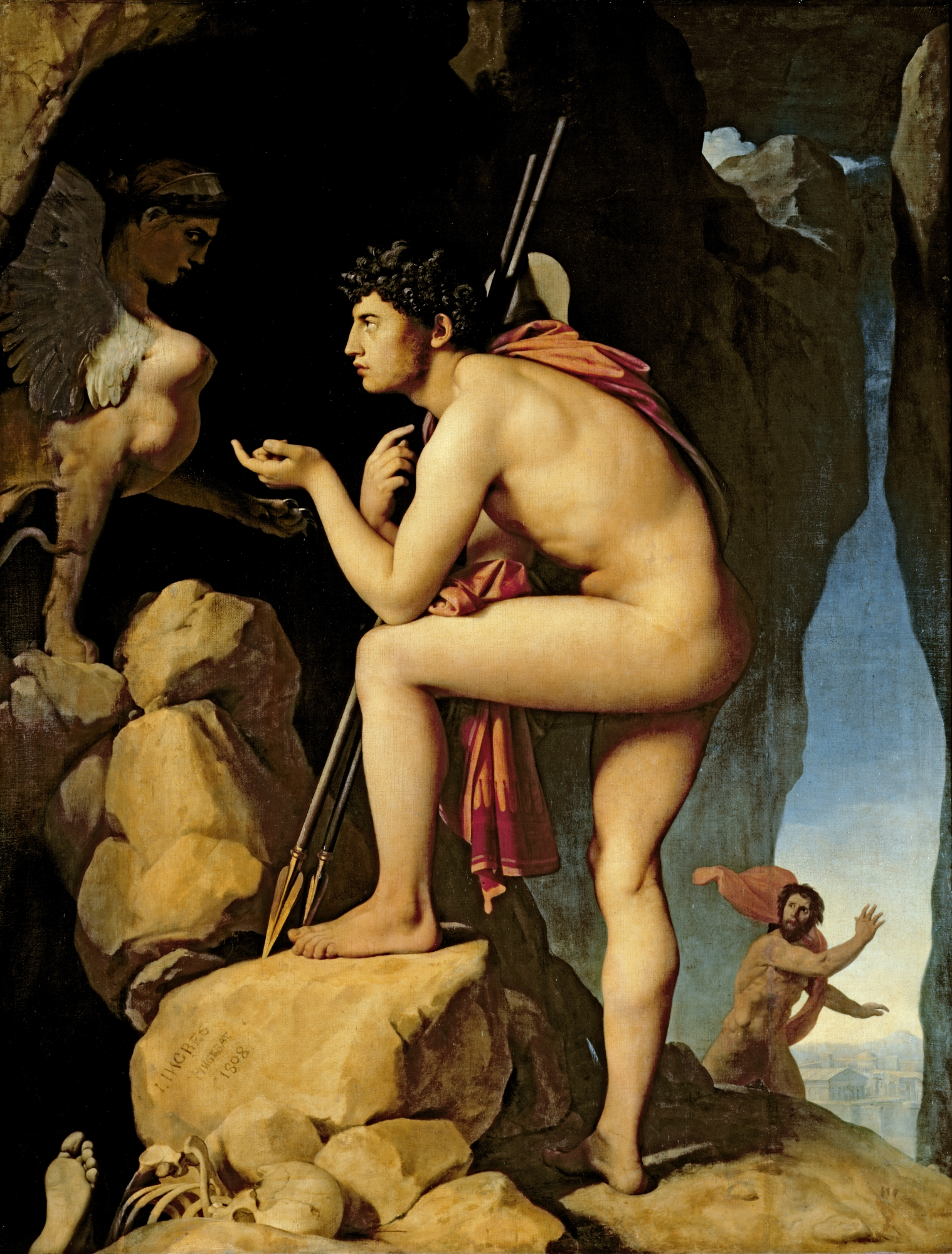
أوديب ، زوج و ابن جوكاستا.

في الأساطير اليونانية، جوكاستا  كانت ملكة طيبة اليونانية أو ثيفا وزوجة لايوس ومن بعدها زوجة وأم لأوديب من لايوس، كما كانت جدة كلاً من أنتيجون، ايتيوكليس، بولينيكس وإيسميني من أوديب، كما أنها كانت أخت كريون.

## الأسطورة
لايوس وجوكاستا كانا ملك وملكة ثيفا، مر بعض الوقت بعد زاوجهما دون أن يرزقوا بأطفال، شاورا كاهناً من كهنة أبولو عن عدم انجابهم. تنبأ الكاهن بأنه لو أنجب لايوس ابناً، فإن الابن سوف يقتله ويتزوج جوكاستا.
في محاولة لمنع تحقيق هذه النبوءة، عندما انجبت جوكاستا ابنها، قيد لايوس كاحليه معا، وقدم الفتى إلى راع للتخلي عنه بجانب أحد الجبال ومع ذلك بدلاً من أن يترك الطفل ليموت كما نوى لايوس، اعطي الرجل العطوف الطفل إلى راع من كورينث ونشأ أوديب الصغير دون أن يعرف أبيه الحقيقيين.
بعد سنوات عديدة، أخبر أوديب من قبل رجل ثمل أن بوليباس ليس والده الحقيقي ولكن عندما سأل والديه، أنكروا ذلك. أوديب، غير متأكد، يسعى للاستشارة من نفس كاهن أبولو. لم يخبرة الكاهن بهوية والديه الحقيقيين ولكن بدلا من ذلك أخبرة أنة مقدر له أن يتزوج أمه ويقتل والده (إن لم يكن محددا في أي ترتيب). في محاولتة لتفادي القدر المتنبأ لة من قبل الكاهن، قرر الفرار من كورينث للعودة إلى طيبة.
حيث يسافر أوديب فأنه يأتي إلى المكان الذي يلتقى فية الثلاث طرق، دافليا هنا تصادم بالعربة التي يقودها (غير المعروف) والدة الحقيقى الملك.لايوس فتقاتلوا حول من له الحق في الذهاب أولا وقتل أوديب لايوس للدفاع عن نفسة، من دون قصد جزءا من النبوة.
واصل رحلته إلى مدينة طيبة، لقى أوديب أبو الهول الذي يوقف جميع أولئك الذين يسافروا إلى طيبة ويطلب منهم حل للغز. إذا كان المسافرون غير قادرون على الإجابة بشكل صحيح، سوف يتم اكلهم من قبل أبي الهول، وإذا نجحوا في ذلك، فإنهم سيكونوا قادرون على مواصلة رحلتهم. اللغز هو: «ما الذي يمشي على أربعة أقدام في الصباح، واثنتان بعد الظهر، وثلاثة في الليل؟». أجاب أوديب: «الإنسان؛ وهو رضيع، يحبى على أطرافه الأربعة، كشخص بالغ، يمشي على قدمين، وقي الشيخوخة، انه يعتمد على عصا للمشى». كان أوديب هو الأول في حل اللغز بشكل صحيح. بعد سماع اجابة أوديب '، ذهل أبو الهول وألقت بنفسها لتموت من أعلى المنحدر للامتنان، عين شعب طيبة أوديب ملكا عليهم وأعطوة يد الارملة مؤخرا الملكة جوكاستا للزواج. (اعتقد الناس بطيبة أن زوجها قد قتل عندما كان يبحث عن جواب اللغز لأبي الهول. لم يكن لديهم فكرة عمن هو القاتل.) أكمل الزواج من أوديب وجوكاستا بقية النبوءة. أصبح لدى أوديب وجوكاستا أربعة أطفال: اثنين من الذكور، بولينيكس وايتيوكليس (انظر سبعة ضد طيبة)، واثنين من البنات، أنتيجون واسمين.
بعد سنوات عديدة من زواج أوديب وجوكاستا، هاجم طاعون العقم مدينة طيبة؛ لم تعد تنمو المحاصيل في موسم الحصاد، ولم تحمل النساء الأطفال أوديب، في غطرسة، يؤكد أنه سوف يقضي على الوباء. أرسل كريون، شقيق جوكاستا، لكاهن دلفى، يسألة الإرشاد. عندما عاد كريون، سمع أوديب بأن قاتل الملك السابق لايوس يجب أن يجدوة وإما أن يقتل أو ينفى. في البحث لمعلرفة هوية القاتل، تتبع أوديب اقتراح كريون وارسل للنبي الأعمى، تيريسياس، الذي حذرة من عدم محاولة ايجاد القاتل. في حوار ساخن، اثار تيريسياس لفضح أوديب بأنة نفسة هو القاتل، والحقيقة أن أوديب يعيش في عار، لأنه لا يعرف من هما والديه الحقيقيان. لام أوديب كريون لأخبار تيريسياس بأن أوديب هو القاتل. بدأ أوديب وكريون نقاشا عاصفا. دخلت جوكاستا وحاولت تهدئة أوديب. انها تحاول تهدئته عن طريق أخبارة عن زوجها القديم، وعن موتة المفترض. أصبح أوديب عصبى عندما بدأ يفكر بأنة ربما يكون قد قتل لايوس ولذلك جلب الطاعون. فجأة، وصل الرسول من كورينث مع الأخبار أن الملك بوليباس قد مات، وبأن أوديب سيكون ملكا علي شعب كورنثوس. ارتاح أوديب بشأن النبوءة، لأنه يستطيع أن ينفى لو بوليباس، الذي كان يظن أنة والده، هو الآن جثة هامدة.
ومع ذلك، أنة قلق حيث أن والدته ما زالت على قيد الحياة ولا يرغب في الذهاب للتخفيف من حدة التوتر في هذه المسألة، الرسول حاول التخفيف ان أوديب كان في الواقع متبني وأخيرا تحققت جوكاستا من هوية أوديب، وتوسلت الية أن يتخلى عن البحث عن قاتل لايوس. اخطئ أوديب في فهم دوافع توسلاتها، والتفكير أنها هي التي كانت تخجل منه لأنه ربما كان ابن أحد العبيد. ثم ذهبت إلى القصر حيث شنقت نفسها. أوديب يسعى للتحقق من قصة الرسول من الراعي نفسه الذي كان من المفترض ان يترك أوديب الطفل الرضيع ليموت. أوديب يعلم أن الرضيع ربّي كإبن متبني ل بوليباس وميروب وكان ابن لايوس وجوكاستا. وبالتالي، أوديب يدرك أخيرا في عذاب عظيم أنة منذ سنوات عديدة، في المكان الذي يجتمع ثلاث طرق، قد قتل هو والده، الملك لايوس ونتيجة لذلك، تزوج أمه جوكاستا.
أوديب يذهب بحثا عن جوكاستا ويرى أنها قتلت نفسها. مع اثنين من الدبابيس من ملابسها أوديب يحفر عينيه. أوديب يسأل كريون ان يرعي بناته، الآن أبنائه كبار السن والنضج ما يكفي لالاعتناء بأنفسهم، وان يسمح له بلاتصال بهم للمرة الأخيرة قبل أن يتم نفيه. ابنته أنتيجون كانت له دليل وهو يتجول اعمي في طرق البلد، وفي نهاية المطاف مات في كولونوس بعد أن وضعت تحت حماية أثينا من قبل الملك ثيسيوس.